# Антіклея (міфологія)
Антіклея (дав.-гр. Ἀντίκλεια) — персонажка давньогрецької міфології, дочка Автоліка, дружина Лаерта і мати Одіссея. Померла, не дочекавшись сина з-під Трої. Її тінь стала героїнею поеми Гомера «Одіссея».

## Родина
Антіклея була дочкою Автоліка та Амфітея. Божественний обманщик і посланець богів Гермес був її дідом. Антіклея була матір'ю Одіссея від Лаерта (хоча дехто вважає, що від Сізіфа). Ктімена також була її донькою від чоловіка Лаерта.